# إيلير كاستراتي
إيلير كاستراتي (بالألبانية: Ilir Kastrati‏) هو لاعب كرة قدم ألباني في مركز الوسط، ولد في 20 يوليو 1994 في تيرانا في ألبانيا. لعب مع باناثينايكوس.

## وصلات خارجية
- إيلير كاستراتي على موقع قاعدة بيانات كرة القدم.إي يو (الإنجليزية)
- إيلير كاستراتي على موقع Soccerway.com (الإنجليزية)